# 토요일 톡리그
우클《토요일 톡리그》는 2012년 tvN에서 방송된 프로그램이다. 코미디빅리그 시즌3 스페셜로, 그간의 지상파 프로그램과는 달리 지상파 채널 3사의 코미디언들이 한 자리에 모여 토크쇼를 펼친다. 

### 1쿼터
| 역대 | 월화드라마                   | 수목드라마                | 목요드라마           | 금토드라마&주말드라마          | 금토드라마&주말드라마         | 금토드라마&주말드라마 |
| ---- | ---------------------------- | ------------------------- | -------------------- | ------------------------------ | ----------------------------- | --------------------- |
| 1대  | 두뇌공조                     | 조선 정신과 의사 유세풍 2 |                      | 법쩐                           | 대행사                        | 삼남매가 용감하게     |
| 2대  | 두뇌공조                     | 성스러운 아이돌           |                      | 법쩐                           | 대행사                        | 삼남매가 용감하게     |
| 3대  | 두뇌공조                     |                           | 모범택시 2           |                                | 대행사                        | 삼남매가 용감하게     |
| 4대  | 두뇌공조                     |                           | 모범택시 2           |                                |                               | 삼남매가 용감하게     |
| 5대  | 오아시스                     |                           | 모범택시 2           |                                |                               | 삼남매가 용감하게     |
| 6대  | 꽃선비 열애사                |                           | 모범택시 2           |                                |                               | 삼남매가 용감하게     |
| 7대  | 꽃선비 열애사                | 닥터 차정숙               | 모범택시 2           |                                |                               |                       |
| 8대  | 꽃선비 열애사                | 닥터 차정숙               | 낭만닥터 김사부 3    |                                |                               |                       |
| 9대  |                              | 닥터 차정숙               | 낭만닥터 김사부 3    | 구미호뎐 1938                  |                               |                       |
| 10대 | 악귀                         | 킹더랜드                  |                      |                                |                               |                       |
| 11대 | 악귀                         | 킹더랜드                  | 가슴이 뛴다          |                                |                               |                       |
| 12대 | 오랫동안 당신을 기다렸습니다 | 킹더랜드                  | 가슴이 뛴다          | 소방서 옆 경찰서 그리고 국과수 | 경이로운 소문 2 : 카운터 펀치 |                       |
| 13대 | 오랫동안 당신을 기다렸습니다 | 국민사형투표              | 가슴이 뛴다          | 소방서 옆 경찰서 그리고 국과수 | 경이로운 소문 2 : 카운터 펀치 | 힙하게                |
| 14대 |                              | 국민사형투표              | 유괴의 날            | 7인의 탈출                     |                               | 힙하게                |
| 15대 |                              | 국민사형투표              | 유괴의 날            | 7인의 탈출                     |                               |                       |
| 16대 | 무인도의 디바                | 국민사형투표              | 유괴의 날            | 7인의 탈출                     |                               |                       |
| 17대 | 무인도의 디바                | 국민사형투표              | 혼례대첩             | 7인의 탈출                     | 낮에 뜨는 달                  |                       |
| 18대 | 무인도의 디바                | 국민사형투표              | 혼례대첩             | 7인의 탈출                     | 낮에 뜨는 달                  | 고려 거란 전쟁        |
| 19대 | 무인도의 디바                | 국민사형투표              | 혼례대첩             | 7인의 탈출                     | 낮에 뜨는 달                  |                       |
| 20대 | 무인도의 디바                |                           | 혼례대첩             | 마이 데몬                      | 낮에 뜨는 달                  |                       |
| 21대 |                              |                           | 혼례대첩             | 마이 데몬                      | 낮에 뜨는 달                  |                       |
| 22대 |                              |                           | 혼례대첩             | 마이 데몬                      |                               |                       |
| 23대 | 환상연가                     |                           |                      | 마이 데몬                      |                               |                       |
| 24대 |                              |                           |                      | 마이 데몬                      |                               |                       |
| 25대 | 재벌X형사                    |                           |                      |                                |                               |                       |
| 26대 | 재벌X형사                    | 눈물의 여왕               |                      |                                |                               |                       |
| 27대 | 재벌X형사                    |                           | 미녀와 순정남        |                                |                               |                       |
| 28대 | 7인의 부활                   |                           | 미녀와 순정남        |                                |                               |                       |
| 29대 | 7인의 부활                   | 수사반장 1958             | 미녀와 순정남        |                                |                               |                       |
| 30대 | 7인의 부활                   | 수사반장 1958             | 미녀와 순정남        |                                |                               |                       |
| 31대 | 커넥션                       | 히어로는 아닙니다만       | 미녀와 순정남        |                                |                               |                       |
| 32대 | 굿파트너                     |                           | 미녀와 순정남        |                                |                               |                       |
| 33대 | 굿파트너                     | 유어 아너                 | 미녀와 순정남        |                                |                               |                       |
| 34대 | 굿파트너                     |                           | 미녀와 순정남        |                                |                               |                       |
| 35대 | 지옥에서 온 판사             |                           |                      |                                |                               |                       |
| 36대 | 지옥에서 온 판사             | 개소리                    |                      |                                |                               |                       |
| 37대 | 지옥에서 온 판사             | 개소리                    | 이토록 친밀한 배신자 | 정년이                         |                               |                       |
| 38대 | 페이스 미                    | 열혈사제 2                | 이토록 친밀한 배신자 |                                |                               |                       |
| 39대 | 페이스 미                    | 열혈사제 2                |                      |                                |                               |                       |
| 40대 |                              | 열혈사제 2                |                      |                                |                               |                       |
| 41대 | 나의 완벽한 비서             |                           |                      |                                |                               |                       |
| 42대 | 보물섬                       |                           |                      |                                |                               |                       |
| 43대 | 귀궁                         |                           |                      |                                |                               |                       |
| 44대 | 우리 영화                    |                           |                      |                                |                               |                       |
| 45대 | 노무사 노무진                |                           |                      |                                |                               |                       |
| 46대 | 카지노                       |                           |                      |                                |                               |                       |
| 47대 | 트라이: 우리는 기적이 된다   |                           |                      |                                |                               |                       |